# Стефан Първовенчани
Стефан II Неманич, известен още като Стефан Първовенчани (1165 – 24 септември 1228), е велик жупан на Рашка (1196 – 1217) и сръбски крал (1217 – 1228) от династията на Неманичите. Той е владетел на средновековната сръбска държава, която при неговото управление е въздигната в кралство, известно още и като Сръбско кралство.

## Биография
Стефан Първовенчани е втори син на великия жупан Стефан Неманя. Стефан Неманич е по-малък брат на Вукан, престолонаследник и управител на Зета, и е по-голям брат на Растко Неманич (св. Сава Сръбски) – първи архиепископ на самостоятелната Сръбска православна църква. Стефан придобива титлата велик жупан на Рашка през 1196 г., когато баща му се отказва от управлението и се замонашва.
Малко преди смъртта си Стефан Първовенчани приема монашеска схима под името Симон и умира скоро след това. Подобно на баща си Стефан Първовенчани е канонизиран за светец от Сръбската православна църква.

## Управление
Управлението на Стефан Неманич започва с борба срещу брат му Вукан, който с унгарска подкрепа успява да прогони Стефан от Рашка. Стефан обаче търси помощ от българския цар Калоян, който го подкрепя с една войска от кумани вероятно в замяна на някои български територии от Поморавието. Войната между Стефан Неманич и Вукан придобива очертанията на гражданска война, но кризата е преодоляна, когато брат им св. Сава се нагърбва с тежката задача да посредничи между тях в името на мира, след което властта на Стефан Неманич в Рашка е окончателно закрепена.
Управлението на Стефан Първовенчани се характеризира и с усилено строене на нови крепости из цялата територия на страната, една от които е Маглич.

## Крал
През 1217 г. след умела дипломатическа игра Стефан II Неманич получава кралска титла от папа Хонорий III. Той остава в историята с прозвището Първовенчани, тъй като с цел да затвърди и укрепи нововъзникналата сръбска държавност въвежда насетне за Неманичите практиката рашките владетели традиционно да сключват монархични бракове с представителки на най-силните съседни владетелски династии. Според друго популярно тълкувание, прозвището „Първовенчани“ изхожда от факта, че Стефан Неманич е сръбският владетел, който първи е увенчан с кралска корона. Въпреки получаването на титла и признанието от папата, на 6 декември 1219 г. новата Сръбска църква е издигната в ранг архиепископия от константинополския патриарх Мануел I /тогава пребиваващ в Никея (Никейска империя)/, а архиепископ Сава Сръбски коронова Стефан за православен крал на сърбите. Католическата църква не предприема никакви действия срещу измяната на Стефан Първовенчани. Конкуренцията между източната и западната църква след превземането на Константинопол дава своите плодове в подкрепа на дългожадуваната сръбска държавност.
Новата сръбска автокефална архиепископия отцепва неканонично от Охридската българска архиепископия епархиите Рашка, Призренска, Липлянска и Сремска. По този повод до новопровъзгласилия се сръбски архиепископ Сава е отправено протестно писмо с обвинения задето получил архиерейски сан от чужда духовна власт и в нарушение на каноните, навлизайки в Рашката епархия, в която имало назначен епископ от Охридската архиепископия. Обвинението е и за сваляне на призренския епископ, който също е назначен от охридския архиепископ, чрез заменянето му със сърбин.

## Бракове и наследници
Около 1185 – 1187 Стефан се жени за византийската принцеса Евдокия Ангелина, най-малката дъщеря на византийския император Алексий III Ангел и Ефросина Дукина Каматерина. Според Никита Хониат между Стефан и Евдокия избухва скандал, който около 1198 г. завършва с взаимни обвинения в изневяра и раздяла. Въпреки това двамата вече имали трима сина.
През 1217/1218 г. Стефан Неманич сключва втори брак по геополитически съображения с Анна Дандоло, внучка на венецианския дож Енрико Дандоло (под чийто натиск е отклонен четвъртия кръстоносен поход към Константинопол, и след превземането на столицата на Византия е основана Латинската империя). От Анна Дандоло Стефан има син и дъщеря.
След смъртта си Стефан Първовенчани е наследен от най-големия си син Стефан Радослав.
От първия си брак с Евдокия Ангелина Стефан Първовенчани има трима сина и дъщеря:
- Стефан Радослав – бъдещ крал[1]
- Стефан Владислав – бъдещ крал[1]
- Предислав – бъдещ сръбски архиепископ под името Сава II[1]
- Комнина Неманя[1]
- неизвестна по име дъщеря[1]

От втория си брак с Анна Дандоло Стефан Първовенчани има син и дъщеря:
- Стефан Урош I – бъдещ крал[1]
- неизвестна по име дъщеря и майка на Калоян (севастократор) и управител на Средец